# NDSM Lusthof
NDSM Lusthof is een vorm van kunst in de openbare ruimte in Amsterdam-Noord.
Het lusthof van Studio Ossidiana werd in juli 2024 geopend op de terreinen op het NDSM-plein. Studio Ossidiana is een architectencollectief (Alessandra Covini en Giovanni Bellotti) en kwam met een metalen bouwwerk in zachte kleuren (roze, pastelgroen en pastelgeel). Het NDSM-terrein is dan al jaren in ontwikkeling van scheepsbouw naar woningbouw, begeleid door kunstexposities. Die kunstexposities werden dan gehouden in één van de vele gebouwen of in de open lucht. Voor die open lucht werd het NDSM Lusthof gebouwd. Er werd teruggegrepen op de aloude lusthoven waarbij rijke lui uit de smerige en drukke steden zich even konden terugtrekken. Daartegenover staat dat het NDSM Lusthof juist in een gebied bevindt waar nauwelijks sprake is van rust. Studio Ossidiana kwam met een semi-openbaar lusthof, dat de vergelijking moest maken met de binnentuinen van de uit de grond gestampte woningbouw (wel toegankelijk maar voor een beperkte groep). Het is daarbij de bedoeling dat je vanuit het lusthof (als het ten minste open is) door gaten naar de vier windstreken je kijk op de ontwikkeling van het gebied eromheen kan aanschouwen. Binnen het lusthof werd groen aangeplant overeenkomstig de Ottomaanse tuinen (met uitzondering van bomen). Die inrichting moet tevens het insectenbestand in de omgeving op peil houden. Door een open dak kunnen ook vogels in en uit het lusthof vliegen. Die inrichting kwam van de hand van landschapsarchitect Arja Helmig (Jastudio), die er een soort “levende bibliotheek” van wilde maken en op verzoek een rondleiding doet.
Het bouwwerk trok aandacht van architectonische instellingen, mede doordat het op één van de (nog) groene plekken staat op het terrein.
Financiering kwam mede door de Stichting NDSM-werf, Amsterdam Fonds voor de Kunst, Cultuurfonds Noord-Holland, Stimuleringsfond Creative Industrie etc. Het is de bedoeling dat het lusthof tot en met 2026 toegankelijk is.
Tot april 2024 stond op deze plek Not in my back yard van Rob Voerman, dat toen naar Venray verhuisde.